# 王氏 (永兴县)
王氏，南朝齐女性人物，会稽郡永兴县（今浙江省杭州市萧山区）概中里人。
王氏五岁时，患有毒病，两只眼睛都盲了。她性情至孝，二十岁时，父母去世，她对着尸体一叫，两眼都流出血来。小妹王娥，舔舐其血，左眼就睁开了，当时人称她为孝感动天。县令何昙秀没有上奏。